# 裵恩希
裵 恩希（ペ・ウニ、朝鮮語: 배은희/裵恩希、1886年または1887年1月15日または1888年1月15日 - 1966年2月5日または1981年9月）は、日本統治時代の朝鮮および大韓民国の南長老教会の牧師、独立運動家、政治家。第32代大韓イエス教長老会総会長、第2代韓国国会議員。
本貫は達城裵氏。別名は裵 恩輝。財政学者、元ソウル大学校法科大学教授の裵福石は三男。

## 経歴
慶尚北道慶山郡慈仁面または達城郡出身。大邱聖経学校修学、平壌神学専門学校卒。平壌神学校在学中に三・一運動の平壌万歳デモへの参加で笞刑を受けた後、1920年より慶州イエス教長老会牧師、慶州中学校校長、1921年より全州西門外教会牧師、全州女子夜間学校校長、全州崇徳学校校長、生民中学院校長、全州孤児院長、全州幼稚園長、新幹会全州支部長（1927年）、独身伝道団創設者（1928年）を歴任した。1936年、健康問題により教会での活動をやめた。光復後の1946年より活動を再開し、朝鮮イエス教長老会南部総会会長、大韓イエス教長老会総会長（1946年、第32代）、反託闘争委員会慶北道・全北道全州支部長、独立促成中央協議会・韓国民族代表者会議メンバー、大韓独立促成国民会全北道支部長・中央最高委員、全羅北道成人教育協会会長、朝鮮赤十字社全羅北道支社長、大韓国民党発起準備委員長・最高委員、考試委員長（1948年9月）、全国愛国団体連合会副会長、民族陣営強化委員会常務委員、救国総力連盟副委員長、国土統一促進国民大会準備委員会代表委員、自由党中央委員・最高委員・議員部幹事長、共和党最高委員を務めた。1948年の初代総選挙では落選したが、1952年2月の達城郡選挙区の補欠選挙で大韓国民党の候補として当選し、国会赤字予算保全対策特別委員会委員長を務めた。その後、1954年の第3代総選挙、1958年の第4代総選挙と1960年の第5代総選挙（参議院）にも出馬したが、いずれも落選した。
1966年2月5日、大邱市内の自宅で老衰により死去。享年79。

## 著書
『朝鮮聖者方愛人小伝』（1934年）『キリスト教とは何か』（1939年）『私はなぜ戦ったのか』（1955年）など。

## エピソード
李承晩の政治路線に忠実で、李の絶対的信任を得た。国会議員在任中は族青系および赤色分子の掃討に力を入れて名を馳せた。